# Ophiacantha abyssa
Ophiacantha abyssa är en ormstjärneart som beskrevs av Kyte 1982. Ophiacantha abyssa ingår i släktet Ophiacantha och familjen knotterormstjärnor. Inga underarter finns listade i Catalogue of Life.